# Maja Taradi
Maja Taradi, slovenska dipl. lab. zob. prot., dipl. ust. hig. in nekdanji fotomodel, * 20. oktober 1990
Leta 2016 je kot diplomantka laboratorijske zobne protetike in študentka ustne higiene iz Ljubljane osvojila naslov Miss Slovenije.
Glede svoje uvrstitve na tekmovanju za miss sveta ni imela velikih pričakovanj, saj se je zavedala lobiranja nekaterih držav in notranje potlitike tekmovanja. Tekmovalke, se namreč zelo zgodaj poslužujejo plastičnih operacij. Tega sama ni bila pripravljena početi. Zmotilo jo je, da je več kot tri tedne ždela v hotelu, ker ni mogla na ogled Washingtona v lastni režiji in ker ni bila deležna enakih ugodnosti (gala večerje in dodatna fotografiranja) kot dekleta, katerih države so v promocijo vložile veliko denarja. Potrdila je, da tudi zaradi družbenih sprememb (prihod interneta, manjši vpliv televizije in tiskanih medijev) izbor Miss Slovenije ni več tako pomemben, kot je bil.
Bila je obraz Tosamine znamke Nature Femine. Kot miss je opozarjala na problem družinskega nasilja. Mediji so jo opomnili, da njena trditev v predstavitvenem videu, da je Slovenija najmanjša evropska država, ne drži.
Na študij dentalne medicine ji ni uspelo priti, zato se je vključila v družinski posel. Je lastnica podjetja Dentallab d.o.o., ki se ukvarja s proizvodnjo zobne protetike. Pred tem je bil solastnik tega podjetja njen oče, ki ga je opisala kot strogega šefa.. Za podjetje IvoclarVivadent dela kot predstavnica materialov in pripomočkov v okviru zaščite ustnega zdravja in preventive.

## Mladost
Plesala je balet in jazzbalet ter naredila osnovno glasbeno šolo klavirja. Bila je edinka. Občasno je delala kot manekenka in sanjala je o karieri v tujini, vendar je ugodila staršem, ki so temu nasprotovali. Rada potuje, hodi v hribe in se potaplja.
Visoka je 176.5 centimetrov.